# Диэлектроника
Диэлектро́ника (диэлектрическая электроника) — раздел электроники, занимающийся изучением электронных приборов и систем, использующих в своей работе для генерации, преобразования и усиления сигналов электрические, электромеханические, электрооптические и электротепловые явления, происходящие в активных диэлектриках при различных внешних воздействиях. Диэлектрическими устройствами электронной техники называются электронные устройства, основанные на применении свойств диэлектриков.
Диэлектрический диод представляет собой пленочную структуру металл-диэлектрик-металл, имеющую вольт-амперную характеристику, аналогичную характеристике электровакуумного диода за счет использования разницы работ выхода из истока и стока. Принцип действия дэлектрического транзистора основан на управлении распределением потенциала в тонком слое диэлектрика между истоком и стоком. Достоинствами приборов диэлектрической электроники являются: малые размеры, малая инерционность, приемлемые частотные характеристики, низкий уровень шумов, высокая стойкость к высокой температуре и радиации.